# Grigórisz Mákosz
Grigórisz Mákosz (görögül: Γρηγόρης Μάκος) (Athén, Görögország, 1987. január 18. –) görög labdarúgó, aki jelenleg az 1860 Münchenben játszik középpályásként. A görög válogatott tagjaként ott volt a 2012-es Európa-bajnokságon.

## Pályafutása

### Panióniosz
Mákosz 2003-ban került a Paniónioszhoz. 2004. május 23-án, a Proodeftikí Neoléa ellen mutatkozott be, első gólját 2005. október 1-jén, egy Levadiakósz elleni találkozón szerezte. 2006-ban, mindössze 19 évesen ő lett a Panióniosz csapatkapitánya. 2007. december 20-án megszerezte első nemzetközi gólját, a Bordeaux ellen.

### AÉK
2009. június 24-én 800 ezer euróért leigazolta az AÉK, augusztus 20-án, az FC Vaslui ellen debütált, az Európa-ligában. Első találkozóin nem tudott jó teljesítményt nyújtani, ezért hamar kikerült a kezdőből. Első szezonjában minden sorozatot egybevéve 28 meccsen játszott. A 2010/11-es szezon már jobban indult a számára, jól teljesített a barátságos meccseken, és a Dundee United ellen is az Európa-liga play-off körében. Csapatával megnyerte a Görög Kupát. 2011. szeptember 18-án, az Ergotélisz ellen megszerezte első gólját az AÉK-ban.

### 1860 München
Mákosz 2012. július 9-én az 1860 Münchenhez igazolt. A német klub a hírek szerint 465 ezer eurót fizetett érte.

## Válogatott
Mákosz 2008. február 5-én, Csehország ellen mutatkozott be a görög válogatottban. 2010. május 11-én bekerült a 2010-es világbajnokságra készülő bő, harmincfős keretbe, de a végső keretben már nem kapott helyet. A 2012-es Európa-bajnokságon már ott volt, az Oroszország elleni csoportmeccsen és a Németország elleni negyeddöntőn is játszott.

## Sikerei, díjai

### Klubcsapatban

#### AÉK
- Görög kupagyőztes: 2011

## Fordítás
- Ez a szócikk részben vagy egészben  a   Grigoris Makos című angol Wikipédia-szócikk fordításán alapul.  Az eredeti cikk szerkesztőit annak laptörténete sorolja fel. Ez a jelzés csupán a megfogalmazás eredetét és a szerzői jogokat jelzi, nem szolgál a cikkben szereplő információk forrásmegjelöléseként.

## Külső hivatkozások
- Adatlapja az 1860 München honlapján
- Profilja a Görög Labdarúgó-szövetség weboldalán
- Statisztikái a Guardianon